# Luis Sepúlveda
Luis Sepúlveda (Ovalle, 4 de outubro de 1949 – Oviedo, 16 de abril de 2020) foi um romancista, realizador, roteirista, jornalista e ativista político chileno. Residia ultimamente em Gijón, em Espanha, após viver entre Hamburgo e Paris. Em 1970 venceu o “Prémio Casa das Américas” pelo seu primeiro livro Crónicas de Pedro Nadie, e também uma bolsa de estudo de cinco anos na Universidade Lomonosov de Moscovo. No entanto só ficaria cinco meses na capital soviética, pois foi expulso da universidade por “atentado à moral proletária”, causado, segundo a versão oficial, por Luís Sepúlveda manter contactos com alguns dissidentes soviéticos.
De regresso ao Chile é expulso da Juventude Comunista, adere ao Partido Socialista Chileno e tornou-se membro da guarda pessoal do presidente Salvador Allende. No golpe militar do dia 11 de Setembro de 1973, que levou ao poder o ditador general Augusto Pinochet, Luís Sepúlveda encontrava-se no Palácio de La Moneda a fazer guarda ao Presidente Allende.
Membro ativo da Unidade Popular chilena nos anos 70, teve de abandonar o país após o golpe militar de Augusto Pinochet. Viajou e trabalhou no Brasil, Uruguai, Paraguai e Peru. Viveu no Equador entre os índios Shuar, participando numa missão de estudo da UNESCO. Sepúlveda era, na altura, amigo de Chico Mendes, herói da defesa da Amazónia. Dedicou a Chico Mendes O Velho Que Lia Romances de Amor, o seu maior sucesso. Na Nicarágua integrou as brigadas sandinistas. Emigrou, por fim, à Alemanha, onde viveu por 14 anos e casou pela segunda vez, com Margarita Seven. Depois de separar-se, mudou-se para Paris e depois para Gijón, onde reencontrou sua primeira mulher, a poetisa chilena Carmen Yáñez, e viveu o resto de sua vida.
A 29 de fevereiro de 2020, foi diagnosticado com COVID-19, tornando-se o primeiro caso diagnosticado com a doença nas Astúrias. O caso foi notado de forma particular em Portugal, pois o escritor havia participado poucos dias antes no festival literário "Correntes d' Escritas", na Póvoa de Varzim, que teve lugar entre 18 e 23 de fevereiro. A 16 de abril de 2020 o escritor morreu vitima da doença.

## Obras
- Cronicas de Pedro Nadie (1969)
- O Velho Que Lia Romances de Amor - no original Un viejo que leía novelas de amor (1989)
- Nome de Toureiro - no original Nombre de torero (1994)
- Patagónia Express - no original Patagonia Express (1995)
- Mundo do Fim do Mundo - no original Mundo del fin del mundo (1992)
- Encontro de Amor num País em Guerra - no original Desencuentros, cuentos (1997)
- Diário de um Killer Sentimental - no original Diario de un killer sentimental & Yacaré (1998)
- As Rosas de Atacama - no original Historias marginales (2000)
- O General e o Juiz - no original La locura de Pinochet (2002)
- O Poder dos Sonhos - no original El poder de los sueños (2004)
- Os Piores Contos dos Irmãos Grim em co-autoria com o escritor uruguaio Mario Delgado Aparaín - no original Los peores cuentos de los Hermanos Grimm (2004)
- Uma História Suja (2004)
- História de uma gaivota e do gato que a ensinou a voar - no original Historia de una gaviota y el gato que le enseñó a volar (2008)
- A Lâmpada de Aladino - no original La lámpara de Aladino (2008).
- A sombra do que fomos - no original La sombra de lo que fuimos (2009)
- Crónicas do Sul - no original Últimas noticias del Sur (2011)
- História de um gato e de um rato que se tornaram amigos - no original Historia de Max, de Mix y de Mex (2012)
- História do caracol que descobriu a importância da lentidão[5] - no original Historia de un caracol que descubrió la importancia de la lentitud (2013)
- Uma ideia de felicidade - no original Una Idea de la Felicidad (com Carlo Petrini) (2014)
- A venturosa história do Usbeque mudo - no original El Uzbeko Mudo (2015)
- História de um cão chamado Leal - no original Historia de un Perro llamado Leal (2015)
- O fim da história - no original El Fin de la Historia (2016)

## Filmografia

### Como argumentista
- 1986: Vivir a los 17
- 2000: Tierra del fuego
- 2002: Corazón verde
- 2002: Nowhere
- 2004: Corazón-bajo

### Como realizador
- 1986: Vivir a los 17
- 2002: Nowhere
- 2004: Mano armada
- 2004: Corazón-bajo

### Como editor
- 2004: Mano armada
- 2004: Corazón-bajo

### Como ator
- 1998: La Gabbianella e il gatto: Poeta (voz)
- 2000: Bibo per sempre: Il Barbone

### Como director de fotografia
- 2004: Corazón-bajo

### Como produtor
- 2004: Mano armada

## Prémios e distinções
Luis Sepúlveda recebeu, entre outros, os seguintes prémios literários:
- Premio Gabriela Mistral de poesia (1976)
- Prémio Rómulo Gallegos de novela (1978)
- Premio Tigre Juan de novela (1988)
- Premio de relatos cortos «La Felguera» (1990)
- Prémio Primavera de Romance (2009)
- Prémio Eduardo Lourenço (2016) [6]